# Acanthiza murina
Acanthiza murina là một loài chim trong họ Acanthizidae.
Loài chim này được tìm thấy ở Cao nguyên New Guinea.
Môi trường sống tự nhiên của chúng là rừng núi ẩm nhiệt đới hoặc cận nhiệt đới.